# Hoven (Düren)
Hoven is een plaats in de Duitse gemeente Düren, deelstaat Noordrijn-Westfalen, en telt 1.888 inwoners (31-12-2020) op een oppervlakte van 3,58 vierkante kilometer ( incl. zuiderbuur Mariaweiler).
Het dorp ligt ten noordwesten van de stad Düren en aan de westoever van de rivier de Rur.

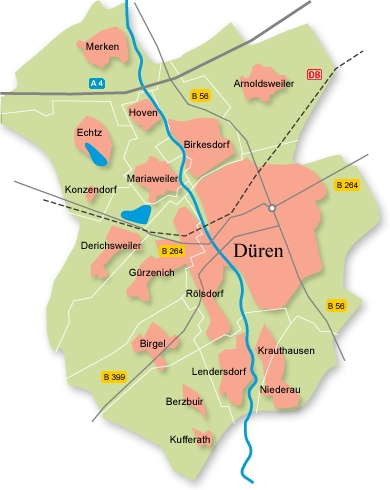
Kaart van de stadsdelen van Düren
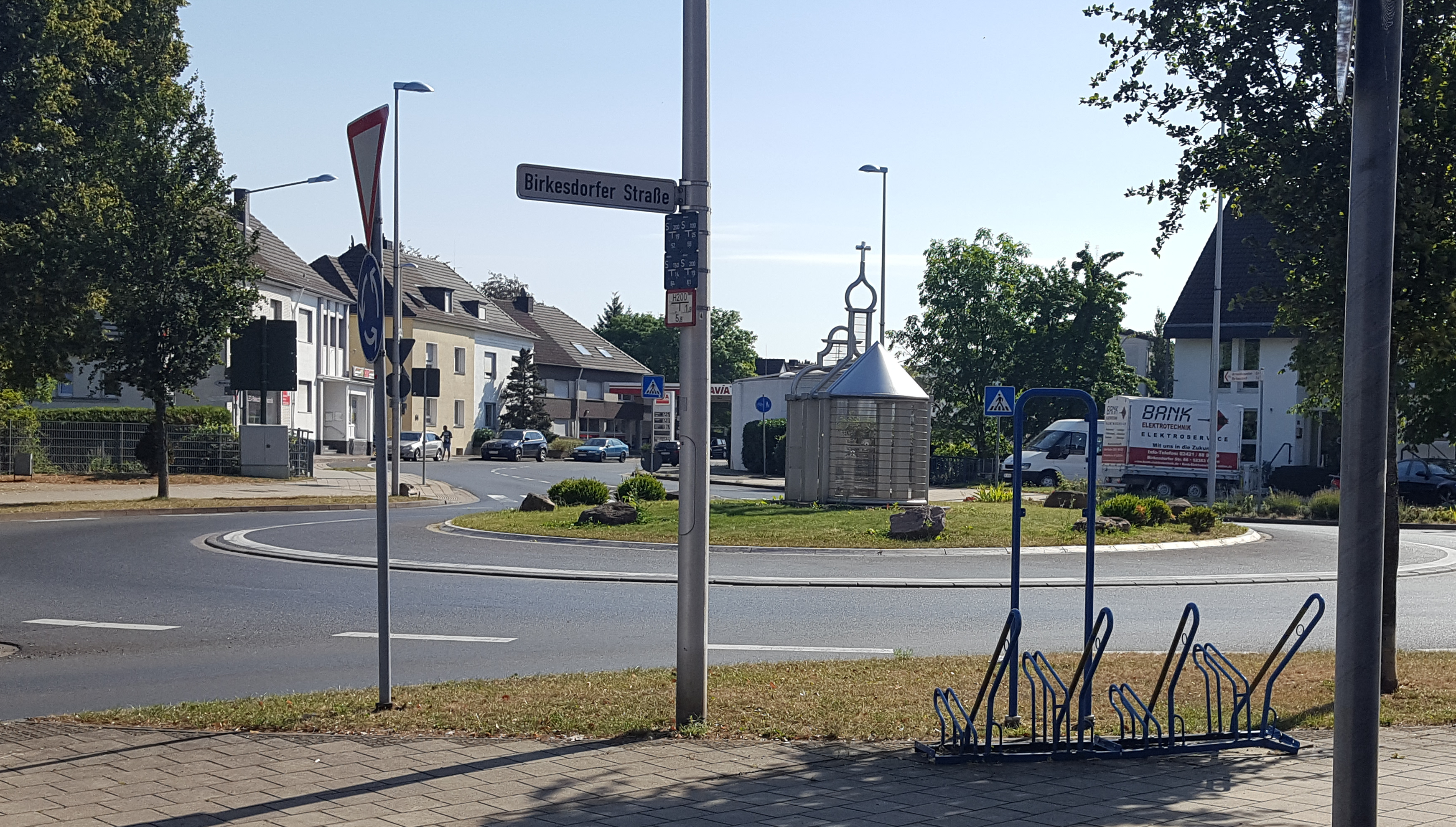
Kunstwerk op rotonde Hovener Mitte
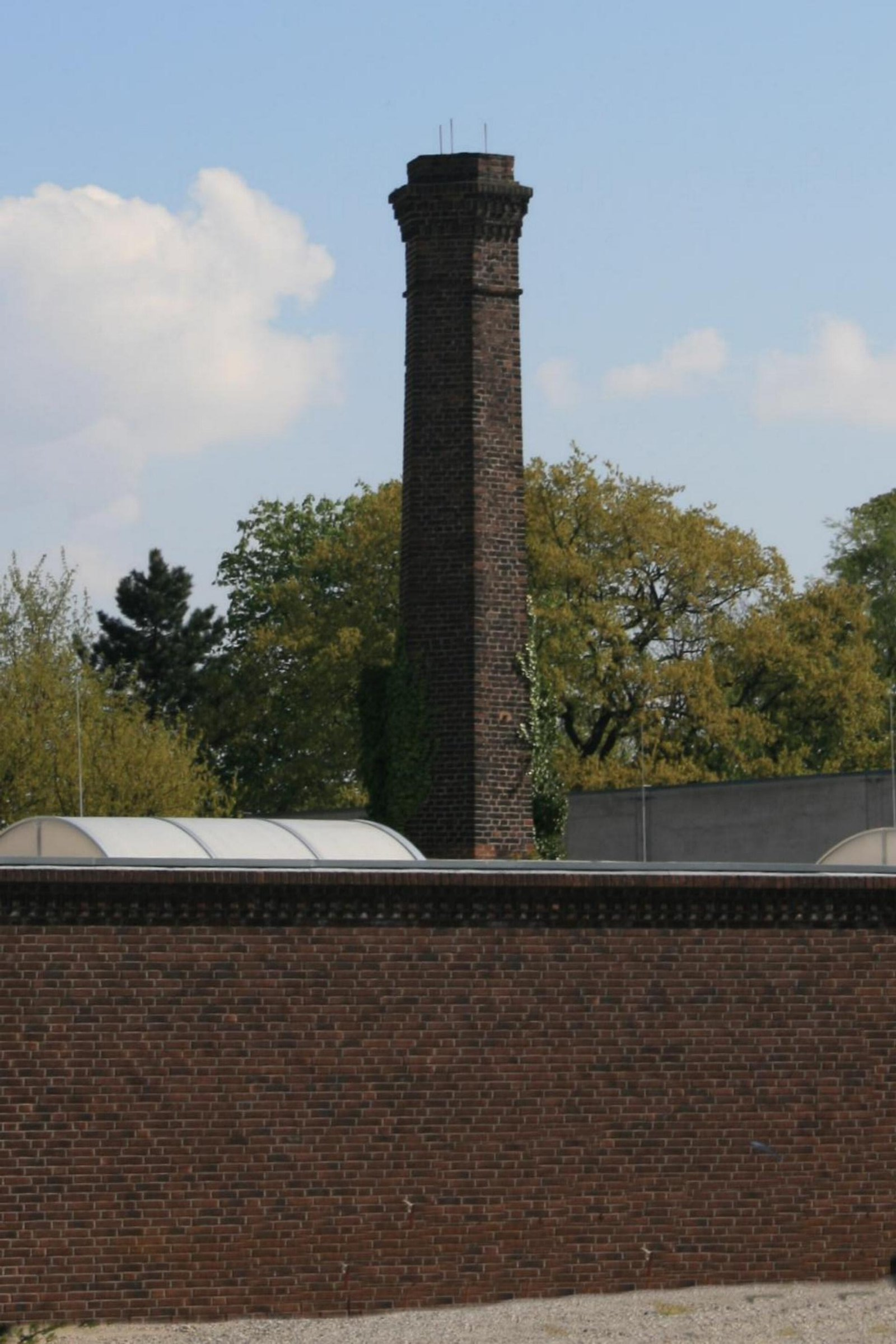
19e-eeuwse fabrieksschoorsteen

Hoven is mogelijk reeds een nederzetting van de Sunici, een in de klassieke oudheid levend Keltisch-Germaans mengvolk, geweest. Er is namelijk een steen met een inscriptie gevonden, waaruit men heeft geconcludeerd, dat die steen vermoedelijk aan de stamgodin der Sunici, Summuxal of Sunuxsal, was gewijd. Van 1901 tot 1965 had het dorp een station aan een spoorlijntje van Düren in noordelijke richting, naar Merken.
Bij het dorp, op de grens met het aangrenzende Mariaweiler, bevindt zich een 8,6 hectare groot fabrieksterrein, dat bij een groothandel in chemicaliën in gebruik is. Een vorige eigenaar van het terrein liet er in de 19e eeuw een fabrieksschoorsteen neerzetten, die vanwege zijn vorm en architectuur de status van industrieel erfgoed heeft gekregen.